# Miguel López (bajista)
Miguel López Gómez (Loja, Granada) es un músico español, bajista de los grupos granadinos de rock Los Planetas y Grupo de Expertos Solynieve.

## Primeros años / Del Ayo
Miguel formó parte, a finales de la década de los 80, de la primera formación del grupo granadino Del Ayo, junto a los músicos Emilio Cobos (cantante y líder) y Sergio Bonilla. Miguel compuso varias de las canciones editadas a lo largo de la carrera musical de la banda, que finalizó en 2006 por el abandono de Emilio Cobos. 
Con Del Ayo publicó el álbum Take a trip around yourself (WPR 1998), además de colaborar en la edición del segundo disco de la banda, Results 2002-2004 (Lunar Discos 2005). 

## Los Planetas
En 2001 Miguel sustituye a Kieran Stephen en la formación de los también granadinos Los Planetas, siendo su primera participación la nueva versión de Santos que yo te pinte incluida en el sencillo de mismo título publicado en 2001). La última grabación como miembro del grupo serán las sesiones para Una ópera egipcia (Octubre - Sony Music Entertainment, 2010), hasta su participación en la versión del tema de Carlos Cano La morralla, incluida en el álbum Las canciones del agua (El Ejército Rojo, 2022). Ese mismo año, Miguel vuelve a la formación para acompañarles en su gira de verano.

## Grupo de Expertos Solynieve
En el año 2005 se editan las primeras maquetas del grupo Montero Castillo y Aguirre Suárez. En 2006 se edita el Sencillo en CD debut de los ahora llamados La Cultural Solynieve (La Cultural Solynieve interpreta el bonito folklore de Montero Castillo y Aguirre Suárez y otros extraordinarios artistas).
En el mismo año y con el nombre definitivo de Grupo de Expertos Solynieve (El Ejército Rojo / PIAS Spain, 2006) se edita el álbum Alegato meridional. El disco más reciente de la formación es el ep Primera necesidad (Primavera Labels, 2023)

## Lori Meyers
Lori Meyers es un grupo de indie de la localidad granadina de Loja. Miguel sustituye en 2009 al segundo bajista de la banda, Sergio Martín, participando desde la grabación de Cuando el destino nos alcance (Universal, 2010) hasta la de En la espiral (Universal, 2017).

## Colaboraciones con otros artistas
Miguel participó como bajista en el disco de Tecnicolor Turbulencias en nunca jamás (Elefant Records, 2001).
Toca el bajo en el tema Reloj de arena del álbum Multiversos (Wild Punk Records, 2015) de Antonio Arias.